# Шинкович, Имре
Имре Шинкович (венг. Sinkovits Imre; 21 сентября 1928, Будапешт — 18 января 2001, там же) — венгерский актёр театра и кино. Народный артист Венгрии. Лауреат Национальной премии имени Ко́шута (1966). Дважды лауреат государственной премии в области театрального искусства им. Мари Ясаи (1955, 1962).

## Биография
Играть на сцене начал со школьной скамьи. На профессиональной сцене дебютировал в 1948 году. С 1949 года до 1956 года играл на сцене Национального театра в Будапеште. В 1951 году окончил институт театра и кино.
Во время восстания в Венгрии в октябре 1956 года выступил с патриотическими стихами Ш. Петефи («Национальная песня») на центральной площади Будапешта перед 20 000 толпой собравшихся. Этот акт открытого молодежного протеста, через несколько часов стал одной из побудительных причин общенационального восстания против коммунистического правительства ВНР. И. Шинкович был избран в состав революционного комитета Ассоциации венгерского театра и кино.
После подавления восстания, ему на полтора года запретили заниматься театральной деятельностью и уволили из Национального театра. Чтобы прокормить семью, он устроился на другую работу — формовщиком игрушек. В 1958—1963 году он работал в театре Йожефа Аттилы. В 1963 году вновь вернулся в коллектив Национального театра, и в течение долгих лет был одним из солистов этого театра. Играл разнообразные роли: от комических до трагических в пьесах классиков мировой и венгерской драматургии (Эсхила, Шекспира, Лопе де Вега, Чехова, Горького, Гюго, Дюма, Шоу, Б. Джонсона, Д. Ийеша и др.).
Сниматься кино начал в 1951 году. Исполнил роли в 129 фильмах.
На кинофестивале Неделя венгерского кино в Будапеште 1966 года фильм получил приз «Лучший актёр» за игру в фильме «Младший сержант и другие».

## Избранная фильмография
- 1951 — На всех парах / Teljes gözzel — Шандор Шабо
- 1951 — Буря / Vihar — Элек
- 1952 — Восстало море / Föltámadott a tenger
- 1952 — Эркель / Erkel
- 1953 — День гнева / A harag napja
- 1953 — С юным сердцем / Ifjú szívvel — Патаки
- 1953 — Лейтенант Ракоши / Rákóczi hadnagya — француз
- 1954 — Знак жизни / Életjel — Борса
- 1955 — Особая примета/ Különös ismertetöjel
- 1956 — Пропасть / Szakadék — Иштван Наги
- 1956 — Горькая правда / Keserü igazság — Бувеч
- 1956 — Чудесный нападающий / A csodacsatár — репортёр
- 1957 — Легенда городской окраины / Külvárosi legenda — Бенко
- 1960 — По газонам ходить разрешается / Füre lépni szabad — Геза Тирпак
- 1960 — Дорога испытаний / Próbaút — Янош Ветро
- 1961 — Альба Регия / Alba Regia — офицер гестапо
- 1961 — Четверо по течению / Négyen az árban
- 1961 — Пока не наступит завтра / Amíg holnap lesz — Михай
- 1961 — Они убили девочку / Megöltek egy lányt
- 1961 — Фонарь подмастерья пекаря (ТВ) / A pékinas lámpása
- 1962 — Рассказы в поезде / Legenda a vonaton — Карло
- 1962 — Последний ужин / Az utolsó vacsora
- 1963 — Осенняя божья звезда / Isten öszi csillaga — Паттонаи
- 1963 — Мы живём каждый день / Mindennap élünk — Фери Чирок
- 1963 — Диалог / Párbeszéd — Ласло Хорват
- 1963 — Фото Хабера / Fotó Háber
- 1963 — Два тайма в аду / Két félidö a pokolban
- 1964 — Фальшивомонетчик / A pénzcsináló
- 1964 — Жаль бензина / Kár a benzinért
- 1964 — Пора мечтаний / Álmodozások kora
- 1964 — Однажды двадцать лет спустя / Ha egyszer húsz év múlva
- 1964 — Наперекор судьбе / Új Gilgames
- 1964 — Завещание миллионера
- 1965 — Младший сержант и другие / A tizedes meg a többiek — Ференц Мольнар
- 1966 — Золотой дракон / Aranysárkány — Аттила Бахо
- 1966 — Доктор Смерть / Az orvos halála — таксист
- 1966 — И тогда этот тип… / És akkor a pasas
- 1967 — Три ночи любви / Egy szerelem három éjszakája — Гаспар
- 1967 — Вдова и капитан / Az özvegy és a százados — капитан
- 1968 — Звёзды Эгера — Иштван Добо
- 1968 — Рыцари «Золотой перчатки» (мини-сериал) / Az aranykesztyü lovagjai — Гаррисон, окружной прокурор
- 1969 — Путешествие вокруг моего черепа / Utazás a koponyám körül — работник цирка
- 1969 — Профессор преступного мира / Az alvilág professzora — Зелк
- 1969 — Семья Тоот / Isten hozta, őrnagy úr! — Лайош Тоот
- 1970 — Ференц Лист. Грёзы любви — Ференц Лист (роль озвучил — Андрей Попов)
- 1971 — Вилла на Лидо / Villa a Lidón
- 1971 — Эгей, Кроха! / Hahó, Öcsi! — мусорщик
- 1974 — Яд в стакане / Illatos út a semmibe
- 1980 — Немая папка / A Néma dosszié
- 1996 — Покорение / Honfoglalás